# Lierinsaari
Lierinsaari är en ö i Finland. Den ligger i sjön Vuotjärvi och i kommunen Kuopio i den ekonomiska regionen  Kuopio ekonomiska region  och landskapet Norra Savolax, i den centrala delen av landet, 400 km nordost om huvudstaden Helsingfors. Öns area är 3,2 hektar och dess största längd är 290 meter i nord-sydlig riktning.